# إليزابيث دونبار موراي
إليزابيث دونبار موراي (بالإنجليزية: Elizabeth Dunbar Murray)‏ هي معلمة وكاتِبة وممثلة أمريكية، ولدت في 25 أكتوبر 1871 في ناتشيز في الولايات المتحدة، وتوفيت بنفس المكان في 19 مايو 1966.